# Я-3
Я-3 — советский 3-тонный грузовой автомобиль, выпускавшийся на Ярославском государственном автозаводе с 1925 по 1928 год.

## История создания
Разработка конструкции автомобиля Я-3 была начата в Ярославле осенью 1924 года под руководством главного конструктора ЯГАЗа Владимира Васильевича Данилова.

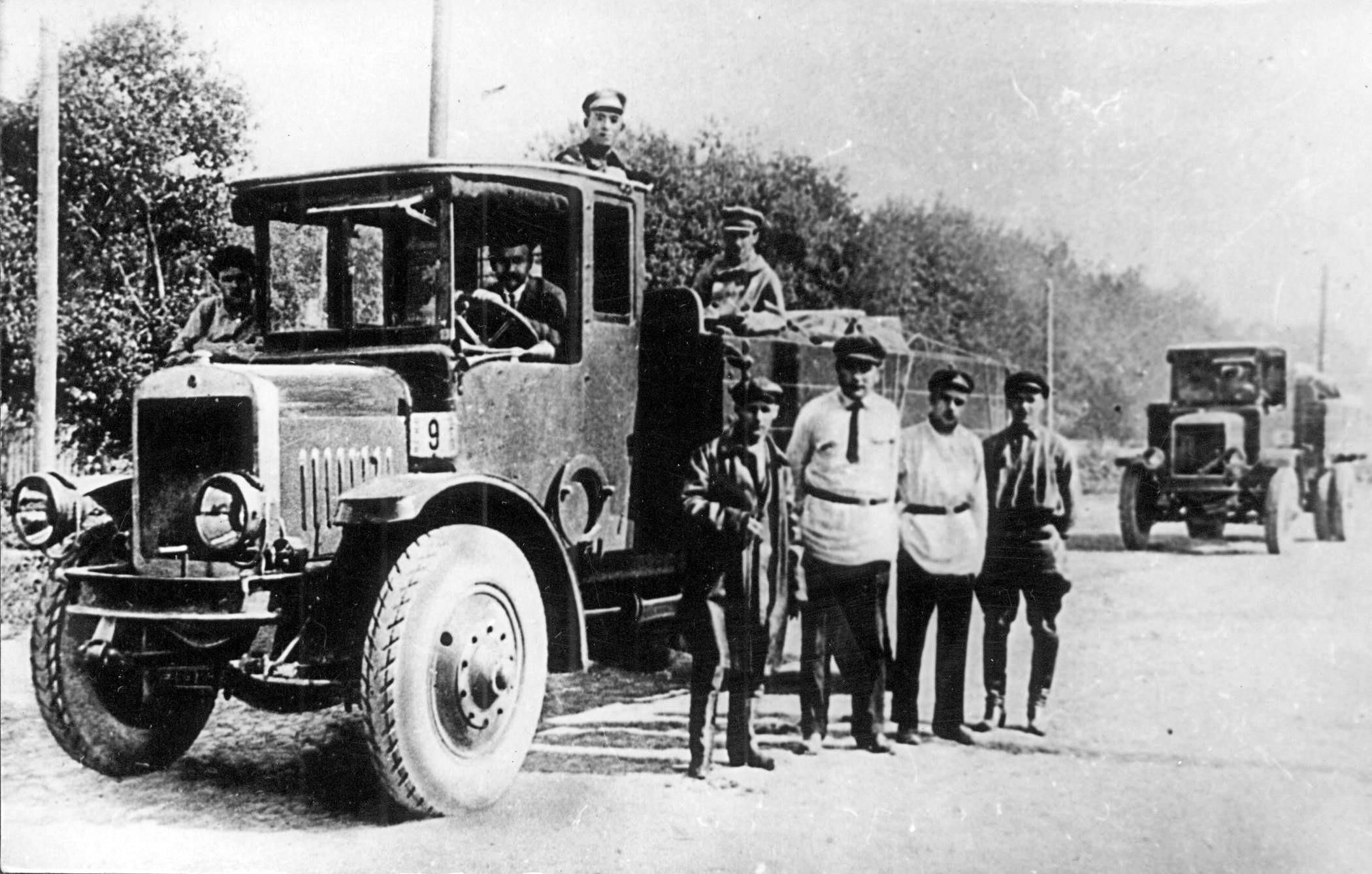
Грузовики Я-3 перед испытательным пробегом Ярославль-Москва-Витебск-Ленинград-Тверь-Москва-Ярославль. За рулём первого автомобиля — главный конструктор ЯГАЗа Владимир Васильевич Данилов. Июнь 1926 года.

Я-3 разрабатывался на основе автомобиля Уайт-АМО. Чертежи и оснастка для его выпуска были переданы в Ярославль после того, как АМО сосредоточился на выпуске грузовиков АМО-Ф-15 и работы по капитальному ремонту американских грузовиков White TAD было решено передать на Первый государственный авторемонтный завод в Ярославле (ГАРЗ № 1).
Я-3 стал первым автомобилем, разработанным инженерами завода, и первым советским тяжёлым грузовиком.
К изготовлению опытной машины приступили в феврале 1925 года. Автомобиль планировали выпустить к 1 мая 1925 года, но из-за отсутствия комплектующих срок перенесли на следующую знаменательную дату. Первые два грузовика Я-3 были собраны в ночь на 7 ноября 1925 года.
Опытные машины успешно прошли испытания: одна — пробегом по маршруту Ярославль — Ростов — Ярославль протяжённостью 133 км, а вторая испытывалась в Москве Автотрестом и НАМИ.
С 1926 года началось серийное производство грузового автомобиля Я-3, которое продолжалось по 1928 год, когда ему на смену пришёл более современный Я-4.

## Особенности конструкции
В Ярославле не имелось моторного производства, поэтому двигатель, сцепление и коробка перемены передач были заимствованы у 1,5-тонного грузовика АМО-Ф-15 и поставлялись из Москвы заводом АМО. Особенностью двигателя являлось отсутствие впускного и выпускного коллекторов — соответствующие каналы выполнялись в отливке блока цилиндров, а карбюратор и выхлопная труба крепились непосредственно к блоку цилиндров.
Сцепление было многодисковым. До 1927 года применялось сцепление «мокрого» типа с 41 диском (сцепление работало в масляной ванне), а с 1927 года — «сухое» 6-дисковое.
Коробка перемены передач — механическая, 4-ступенчатая, «тракторного» типа — передачи переключались путём перемещения прямозубых шестерен по валу на шлицах. Картер КПП — литой из алюминиевого сплава.
Главная передача изготавливалась в Ярославле и была двухступенчатой — с парой цилиндрических и парой конических шестерен. Передаточное число главной передачи было увеличено до 10,9 с тем, чтобы компенсировать недостаточную мощность двигателя. Шестерни были прямозубыми и из-за низкого качества изготовления сильно шумели при работе.
Тормоза имели механический привод без усилителя и действовали только на задние колёса.
Из-за отсутствия мощных прессов, способных штамповать лонжероны, рама Я-3 склёпывалась из стандартных катаных швеллеров. От своего прототипа — американского White TAD — Я-3 унаследовал полукруглый передний бампер, который изготавливался из гнутого швеллера и являлся своеобразным продолжением лонжеронов рамы, замыкая их.
Чертой, унаследованной от White TAD, была и конструкция подвески заднего моста, в которой тяговое усилие передавалось на раму при помощи двух реактивных штанг, что позволяло разгрузить от него рессоры и улучшить условия их работы. Штанги располагались вдоль лонжеронов рамы с внешней их стороны.
Генератора, аккумуляторной батареи и стартера автомобиль не имел. Для запуска двигателя служила несъёмная пусковая рукоятка («кривой стартер»). Система зажигания работала от магнето. Фары — ацетиленовые. В качестве сигнала использовался ручной клаксон с резиновой грушей.
Кабина Я-3 изготавливалась из дерева. Руль располагался слева, а единственная дверь находилась на правом борту. Поэтому водитель вынужден был перебираться через рычаги КПП и тормоза. Левый борт кабины был занят запасным колесом, закреплённым на специальном кронштейне. По бокам кабина была открытой (не имела боковых стёкол), стеклоочиститель отсутствовал. На переднем щите у водителя не имелось никаких контрольных приборов.
Я-3 стал первым советским автомобилем с левым расположением руля — автомобили фирмы Лесснер, Пузырёв, Руссо-Балт, Промбронь и АМО-Ф-15 имели правый руль.

## Технические характеристики
- Двигатель: АМО-Ф-15 — 4396 см³, 35 л. с. при 1400 об/мин, 18,5 кг×м при 1200 об/мин[6]
(на первых опытных образцах устанавливался двигатель Уайт-АМО рабочий объём 3684 см³ и мощность 30 л. с. при 1400 об/мин)[7].
- Зажигание: от магнето
- Карбюратор: «Зенит-42»
- Сцепление: до 1927 года — мокрого типа с 41 диском, с 1927 года — сухое с 6 дисками[4]
- КПП: механическая, 4-ступенчатая
- Главная передача — двойная, цилиндро-коническая с прямыми зубьями
- Длина: 6500 мм
- Ширина: 2460 мм
- Высота (по кабине): 2550 мм
- Колёсная база: 4200 мм[к 1]
- Колея передняя: 1750 мм
- Колея задняя: 1784 мм[3]
- Подвеска: зависимая на продольных полуэллиптических рессорах у обоих мостов
- Размерность колёс: 7,00—38"
- Собственная масса: 4330 кг[3]
- Грузоподъёмность: 3000 кг
- Максимальная скорость: 30 км/ч
- Расход топлива: 40 л/100 км[8]

## Машины на шасси Я-3
На шасси Я-3 выпускались пожарные машины и автобусы.
В 1927—1928 годах три автобуса на шасси Я-3 эксплуатировались в Москве, а с 27 сентября 1927 года — в Херсоне, где они работали по крайней мере до 1931 года.

## Серийное производство
Автомобиль Я-3 находился в производстве с 1925 по 1928 год. За это время было изготовлено 160 машин. По годам выпуск распределялся следующим образом:
| Год         | 1925 | 1926 | 1927 | 1928 | ИТОГО |
| ----------- | ---- | ---- | ---- | ---- | ----- |
| Кол-во, шт. | 3    | 27   | 65   | 65   | 160   |

## Противоречия в источниках
Относительно рабочего объёма и мощности двигателя грузовика Я-3 в источниках имеются различные мнения: в части источников указывается рабочий объём 3684 см³ и мощность 30 л. с. при 1400 об./мин. (при этом у Шугуров прямо указывает, что эти данные относятся к двигателю автомобиля Уайт-АМО). В другом источнике приводится мощность в 40 л. с.. Встречается в литературе того времени для двигателя АМО-Ф-15 и значение мощности 36 л. с.. Большая часть источников указывает, что на Я-3 применялся тот же двигатель, что и на автомобилях АМО-Ф-15 — с рабочим объёмом 4396 см³ и мощностью 35 л. с. Это мнение подтверждается и общими соображениями — маловероятно, чтобы на Я-3, испытывавший острый недостаток мощности, ставили мотор более слабый, чем на АМО-Ф-15, да ещё и сохраняли его производство параллельно с «родным» двигателем. Поэтому наибольшее доверие вызывает утверждение о том, что на первых опытных образцах устанавливался двигатель Уайт-АМО рабочий объём 3684 см³ и мощность 30 л. с. при 1400 об/мин, в то время как на серийные Я-3 ставился двигатель от АМО-Ф-15 — с рабочим объёмом 4396 см³ и мощностью 35 л. с..
Ещё больший разнобой наблюдается в отношении массы грузовика Я-3: указываются значения и 4180 кг (масса в снаряжённом состоянии), и в 4330 кг (собственная масса), и 4,5 тонны (без уточнения).
Относительно количества произведённых машин также имеются расхождения. Большинство современных источников приводят цифру в 160 машин (см. выше), однако имеются и иные данные:
| Год         | 1925/1926 | 1926/1927 | 1927/1928 | ИТОГО |
| ----------- | --------- | --------- | --------- | ----- |
| Кол-во, шт. | 25        | 55        | 90        | 170   |